# Moldavisch
Moldavisch was tot 2013 de officiële benaming van de Roemeense taal in de republiek Moldavië.
Roemeens en Moldavisch worden door taalkundigen in het algemeen als een en dezelfde taal beschouwd, maar om politieke redenen werd de taal in Moldavië toch als een aparte taal aangemerkt. In Transnistrië wordt het in het cyrillisch geschreven. In december 2013 bepaalde het Moldavische grondwettelijk hof dat de officiële naam van de taal Roemeens is, zoals in de onafhankelijkheidsverklaring staat, en niet Moldavisch, zoals in de grondwet staat.
Tot aan de 19e eeuw werd Roemeens meestal met cyrillische letters geschreven, maar dit schrift werd in 1882 officieel vervangen door het Latijnse. Toen Bessarabië in 1940 bij de Sovjet-Unie werd ingelijfd, werd het cyrillische alfabet weer ingevoerd. Dit werd echter in de nadagen van de Sovjet-Unie, in 1989, weer opnieuw vervangen door het Latijnse alfabet.
Door een spellingwijziging nadien in Roemenië, die in Moldavië niet werd nagevolgd, is er echter een klein verschil in schrijfwijze ontstaan. In Roemenië wordt de "î" alleen aan het woordbegin en in een woord "â" gebruikt (beide klanken zijn hetzelfde), in Moldavië wordt alleen de "î" gebruikt (behalve bij uitzonderingen zoals namen, bv. "România").
Het Moldavisch wordt ook gezien als een dialect in de gehele historische regio Moldavië, die zowel de Republiek Moldavië (exclusief Transnistrië), de Boedzjak, Boekovina als Roemeens Moldavië omvat.